# Most Svobody (Novi Sad)
Most Svobody (srbsky v latince Most Slobode, v cyrilici Мост Слободе, maďarsky Szabadság híd) se nachází v Novém Sadu a překonává řeku Dunaj. Veden je severojížním směrem. Spojuje Sremskou Kamenici s novosadskou městskou částí Liman a dále přechází v monumentální osu vojvodinské metropole, bulvár Osvobození (Bulevar Oslobođenja). Pod mostem se na novosadské straně nachází známá městská pláž Štrand.

## Historie

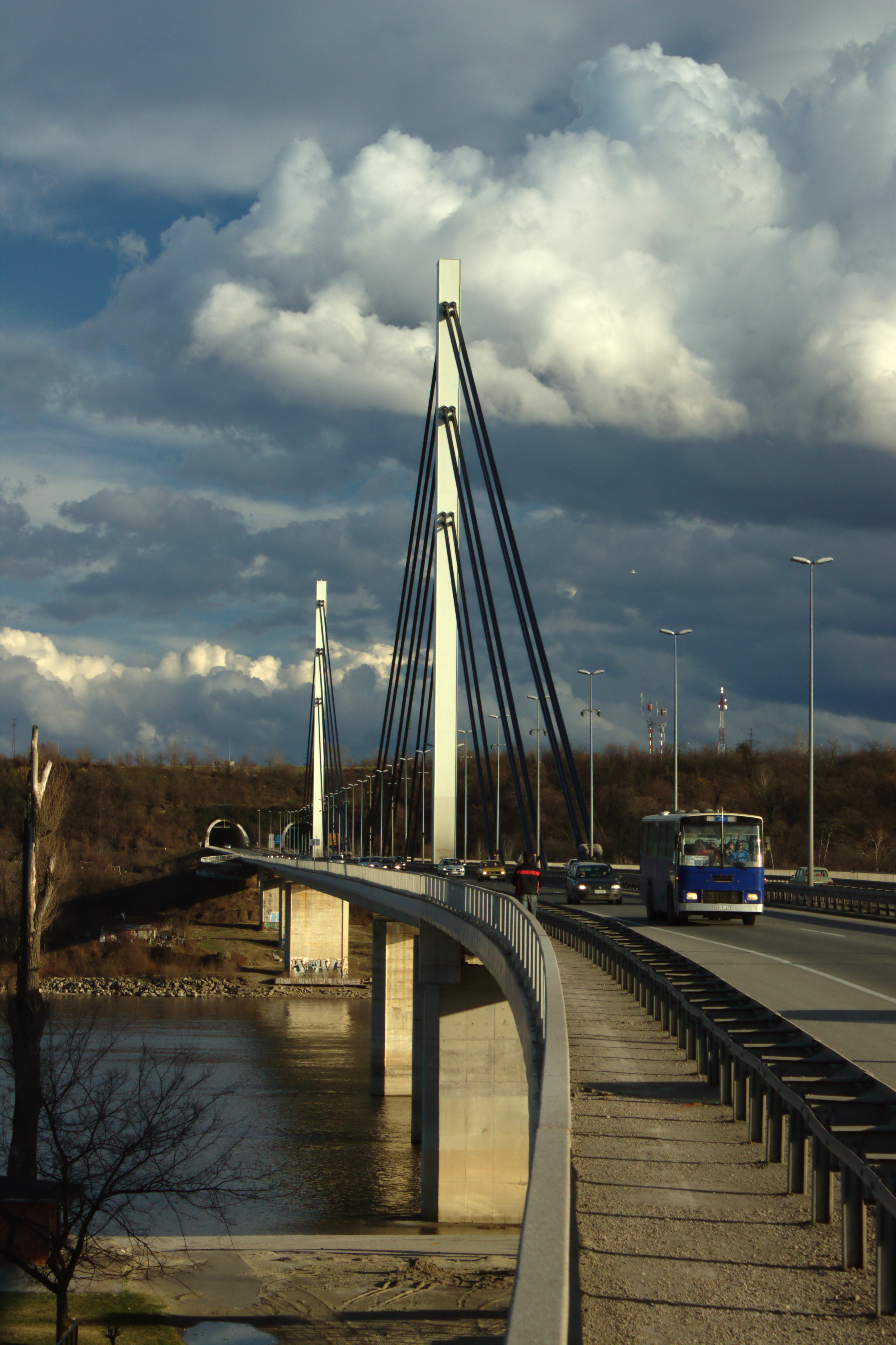
Pohled na most z novosadské strany

Projektantem silničního mostu byl akademik Nikola Hajdin, spolu s inženýry Gojkem Nenadovićem a Predragem Želalićem. Ti navrhli zavěšený most, který podpírají dva pilíře. Každý z nich má výšku 60 metrů, od sebe jsou vzdáleny 361 m. Délka stavby činí 1382 metrů.
Výstavba mostu trvala celkem 5 let (1976 - 1981); spotřebováno bylo 30 000 kubických metrů betonu, 2150 tun železa a 10 000 tun oceli. Vozovku mostu tvoří 6 pruhů (tři v každém směru) a dva chodníky pro pěší. Most byl slavnostně otevřen 23. října 1981.
3. dubna 1999 byl během bombardování Jugoslávie silami NATO značně poškozen (stejně jako zbývající další dva novosadské mosty). Bomba ho zasáhla ve večerních hodinách během večerní špičky. Vyřazení mostu vyvolalo vážné dopravní komplikace a také přerušení dodávek vody do nemocnice v nedaleké Sremské Kamenici. Trosky stavby, které se potopily do Dunaje, způsobily značné komplikace nákladní lodní dopravě. V roce 2002 byl vyjednán program obnovy v hodnotě 34 milionů USD. Rekonstrukce mostu probíhala v letech 2003 - 2005 (Celkem trvala 2 roky a 22 dní). Slavnostní otevření mostu bylo celkem dvojí; nejprve za účasti starostky Maji Gojković, o několik dní později most otevřel tehdejší komisař EU pro rozšíření Olli Rehn.
Most má být součástí plánované dálnice, která bude protínat Frušku Goru a spojí Novi Sad se Sremskou Mitrovicí. V souvislosti s ním byl ještě vybudován Tunel Mišeluk, který překonává vysoký jižní břeh Dunaje a z jižní strany navazuje následně hned za mostem.